# Tsarahonenana Sahanivotry
Tsarahonenana Sahanivotry est une commune urbaine malgache, située dans la partie sud-est de la région de Vakinankaratra.